# Erik Huseklepp
Erik André Huseklepp (født 5. september 1984 i Bærum, Norge) er en norsk fodboldspiller, der spiller som angriber hos den norske klub Åsane. Han har spillet for klubben siden 2018. Tidligere har han repræsenteret blandt andet Brann, Portsmouth, Birmingham og AS Bari.
Med Brann var Huseklepp i 2007 med til at vinde det norske mesterskab.

## Landshold
Huseklepp står (pr. april 2018) noteret for 35 kampe og syv scoringer for Norges landshold. Hans første landsholdsmål blev scoret den 13. september 2009 i en VM-kvalifikationskamp mod Skotland i Oslo.

## Titler
Tippeligaen
- 2007 med Brann